# Athies (Pas-de-Calais)
Pour les articles homonymes, voir Athies.
Athies (appelée aussi Athies sur Arras) est une commune française située dans le département du Pas-de-Calais en région Hauts-de-France. Ses habitants sont appelés les Athésiens.
La commune fait partie de la communauté urbaine d'Arras qui regroupe 46 communes et compte 109 776 habitants en 2021.

## Géographie

### Localisation
Localisée dans le sud-est du département du Pas-de-Calais et bordée par la Scarpe canalisée, Athies est une commune située, à vol d'oiseau, à 4 km à l'est de la commune d’Arras (chef-lieu d'arrondissement).
Le territoire de la commune est limitrophe de ceux de cinq communes.
Les communes limitrophes sont Bailleul-Sir-Berthoult, Saint-Laurent-Blangy, Fampoux, Feuchy et Gavrelle.

### Géologie et relief
La superficie de la commune est de 4,34 km2 ; son altitude varie de 47  à   103 mètres.

### Hydrographie
Le territoire de la commune est situé dans le bassin Artois-Picardie.
La commune est traversée par la Scarpe canalisée, un cours d'eau naturel essentiellement navigable de 67,09 km. Elle prend sa source dans la commune d'Arras et se jette dans l'Escaut canalisée au niveau de la commune de Mortagne-du-Nord. Trois autres petits cours d'eau drainent le territoire communal,,.

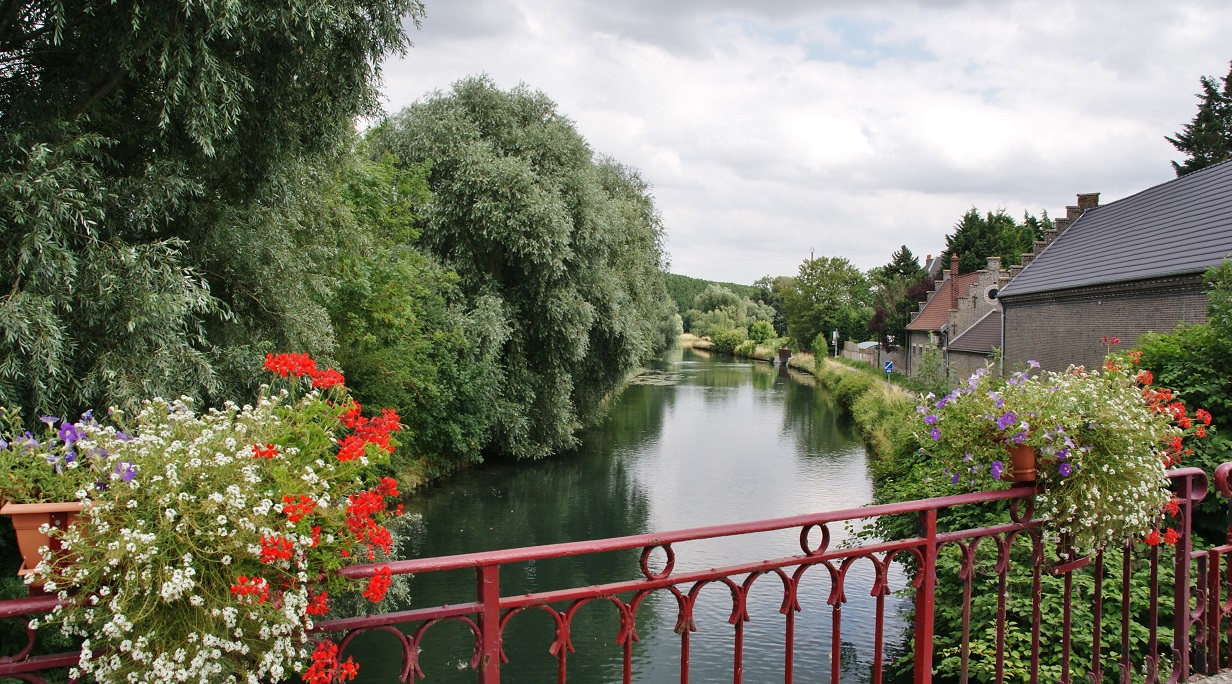
La Scarpe.
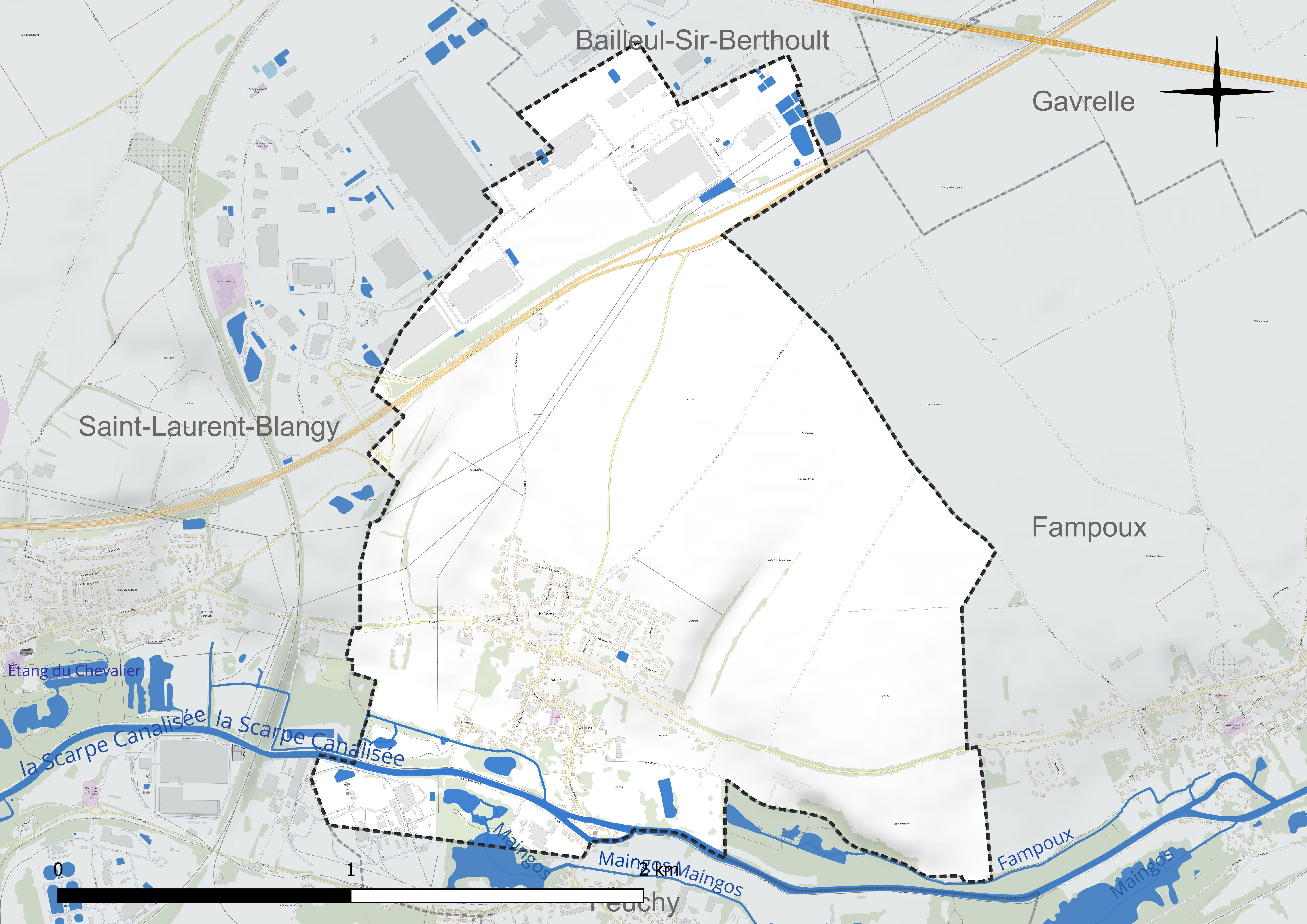
Réseau hydrographique d'Athies[Note 1].

### Climat
Pour des articles plus généraux, voir Climat des Hauts-de-France et Climat du Pas-de-Calais.
En 2010, le climat de la commune est de type climat océanique dégradé des plaines du Centre et du Nord, selon une étude du CNRS s'appuyant sur une série de données couvrant la période 1971-2000. En 2020, Météo-France publie une typologie des climats de la France métropolitaine dans laquelle la commune est exposée à un climat océanique et est dans la région climatique Nord-est du bassin Parisien, caractérisée par un ensoleillement médiocre, une pluviométrie moyenne régulièrement répartie au cours de l’année et un hiver froid (3 °C).
Pour la période 1971-2000, la température annuelle moyenne est de 10,3 °C, avec une amplitude thermique annuelle de 14,7 °C. Le cumul annuel moyen de précipitations est de 718 mm, avec 11,4 jours de précipitations en janvier et 8,8 jours en juillet. Pour la période 1991-2020, la température moyenne annuelle observée sur la station météorologique la plus proche, située sur la commune de Wancourt à 7 km à vol d'oiseau, est de 10,8 °C et le cumul annuel moyen de précipitations est de 711,4 mm,. Pour l'avenir, les paramètres climatiques de la commune estimés pour 2050 selon différents scénarios d'émission de gaz à effet de serre sont consultables sur un site dédié publié par Météo-France en novembre 2022.

### Milieux naturels et biodiversité

#### Espace protégé et géré
La protection réglementaire est le mode d’intervention le plus fort pour préserver des espaces naturels remarquables et leur biodiversité associée.
Dans ce cadre, la commune fait partie d'un espace protégé : le marais Philippe Rapeneau, d’une superficie de 14,151 hectares, terrain géré (location, convention de gestion) par le Conservatoire d'espaces naturels des Hauts-de-France.

#### Zones naturelles d'intérêt écologique, faunistique et floristique
L’inventaire des zones naturelles d'intérêt écologique, faunistique et floristique (ZNIEFF) a pour objectif de réaliser une couverture des zones les plus intéressantes sur le plan écologique, essentiellement dans la perspective d’améliorer la connaissance du patrimoine naturel national et de fournir aux différents décideurs un outil d’aide à la prise en compte de l’environnement dans l’aménagement du territoire.
Le territoire communal comprend une ZNIEFF de type 1 : les marais de Biache-St-Vaast à Saint-Laurent-Blangy, d’une superficie de 601 ha. Cet ensemble de marais s’inscrit dans le système alluvial de la moyenne vallée de la Scarpe, base fondatrice de la trame verte et bleue. Aménagé pour diverses activités humaines (accueil du public, pêche, loisirs…), il constitue néanmoins un cœur de nature sur le plan de la biodiversité.
et une ZNIEFF de type 2 : la vallée de la Scarpe entre Arras et Vitry-en-Artois, d’une superficie de 1 632 ha et d'une altitude variant de 43  à   62 mètres. Sur ce site alluvial inondable plus ou moins tourbeux on y trouve des sites remarquables : le marais de Vitry en Artois, le marais du pont à Rœux et le secteur des anciennes tourbières de Plouvain et Biache-Saint-Vaast.

Carte des ZNIEFF de type 1 et 2 sur la commune
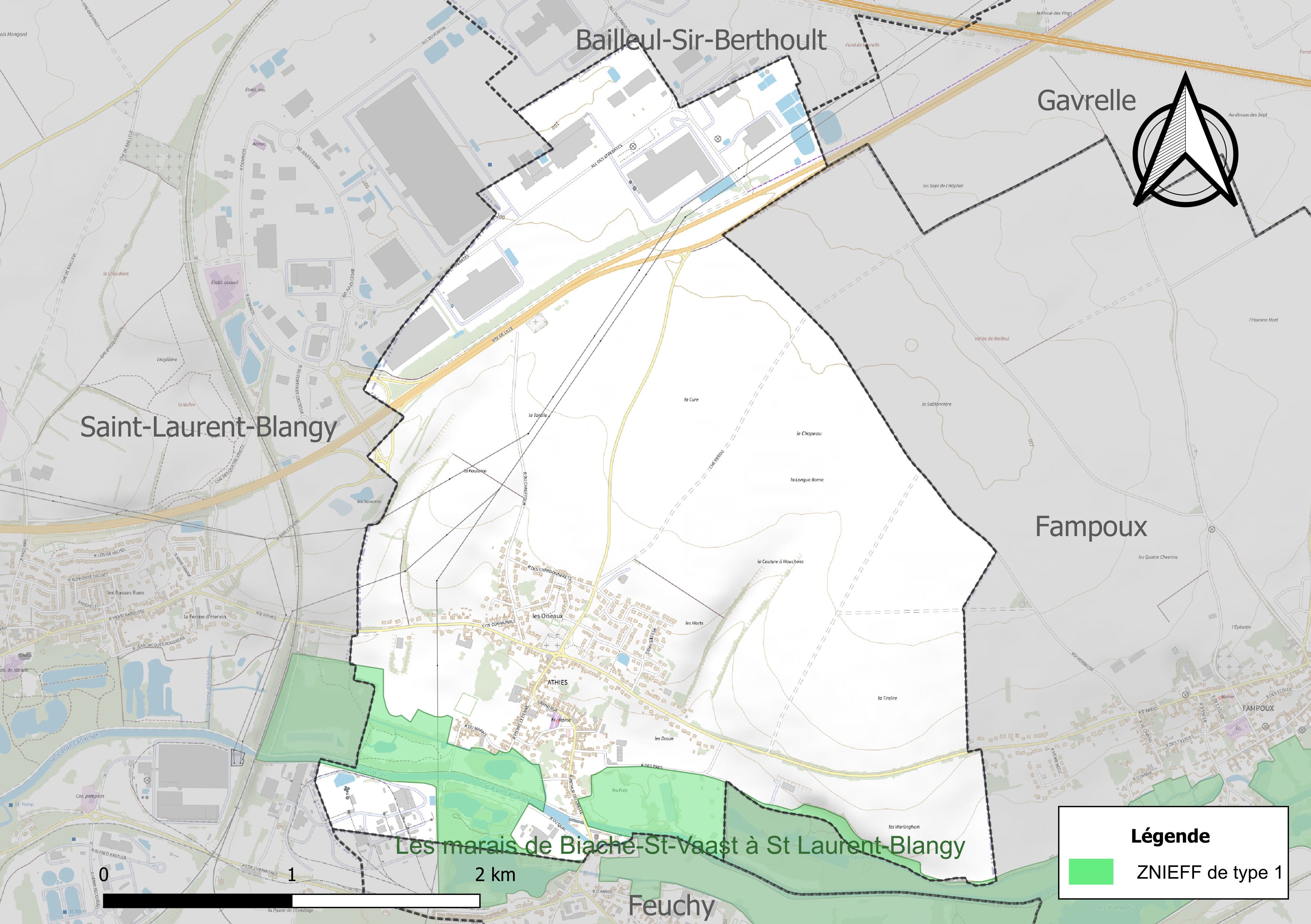
Carte de la ZNIEFF de type 1 sur la commune.
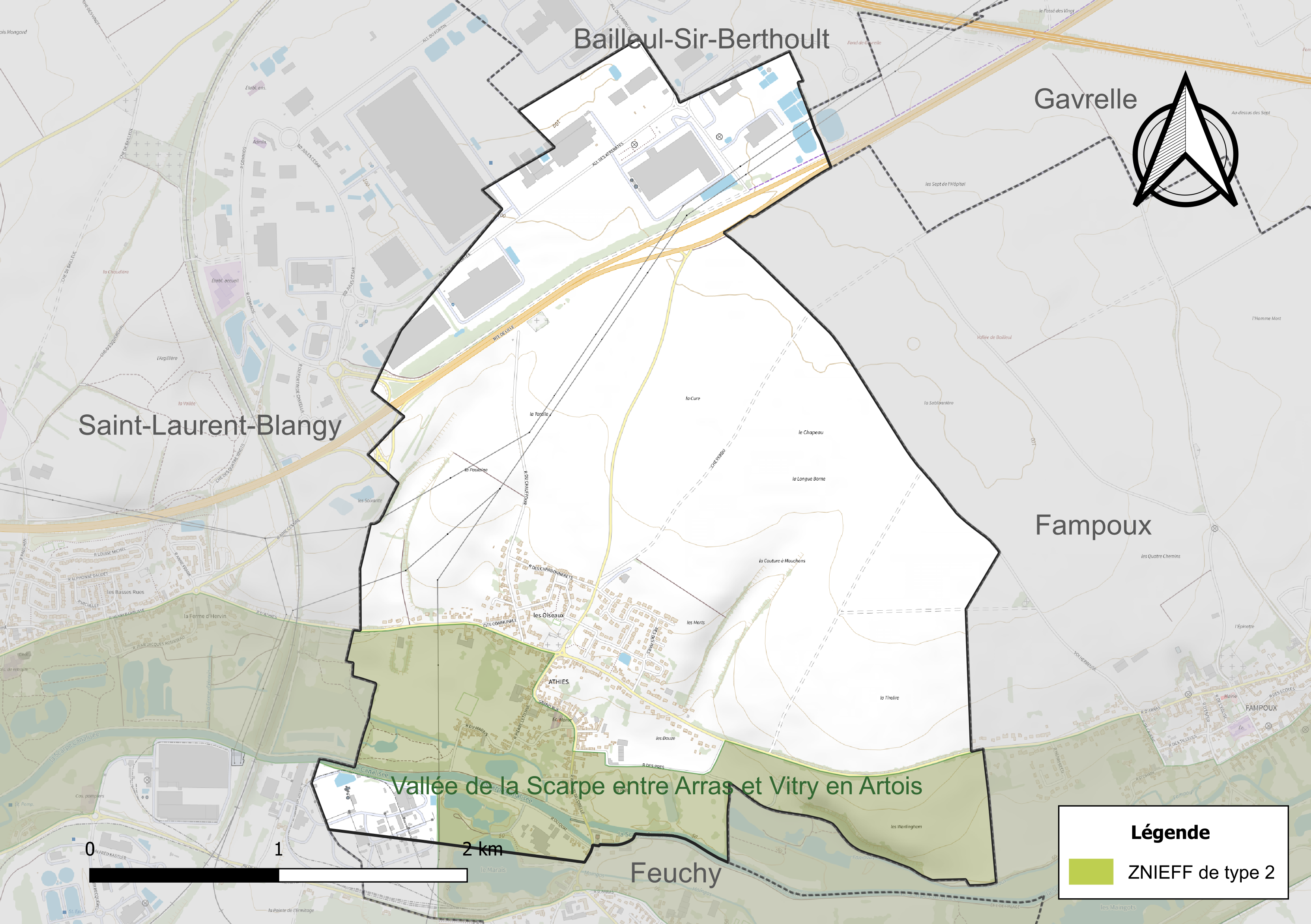
Carte de la ZNIEFF de type 2 sur la commune.

## Urbanisme

### Typologie
Au 1er janvier 2024, Athies est catégorisée ceinture urbaine, selon la nouvelle grille communale de densité à sept niveaux définie par l'Insee en 2022.
Elle appartient à l'unité urbaine d'Arras, une agglomération intra-départementale regroupant 15  communes, dont elle est une commune de la banlieue,,. Par ailleurs la commune fait partie de l'aire d'attraction d'Arras, dont elle est une commune de la couronne,. Cette aire, qui regroupe 163 communes, est catégorisée dans les aires de 50 000 à moins de 200 000 habitants,.

### Occupation des sols
L'occupation des sols de la commune, telle qu'elle ressort de la base de données européenne d’occupation biophysique des sols Corine Land Cover (CLC), est marquée par l'importance des territoires agricoles (76,5 % en 2018), en diminution par rapport à 1990 (88,6 %). La répartition détaillée en 2018 est la suivante : 
terres arables (67,4 %), zones industrielles ou commerciales et réseaux de communication (12,3 %), zones urbanisées (10,8 %), prairies (9,1 %), zones humides intérieures (0,3 %). L'évolution de l’occupation des sols de la commune et de ses infrastructures peut être observée sur les différentes représentations cartographiques du territoire : la carte de Cassini (XVIIIe siècle), la carte d'état-major (1820-1866) et les cartes ou photos aériennes de l'IGN pour la période actuelle (1950 à aujourd'hui).

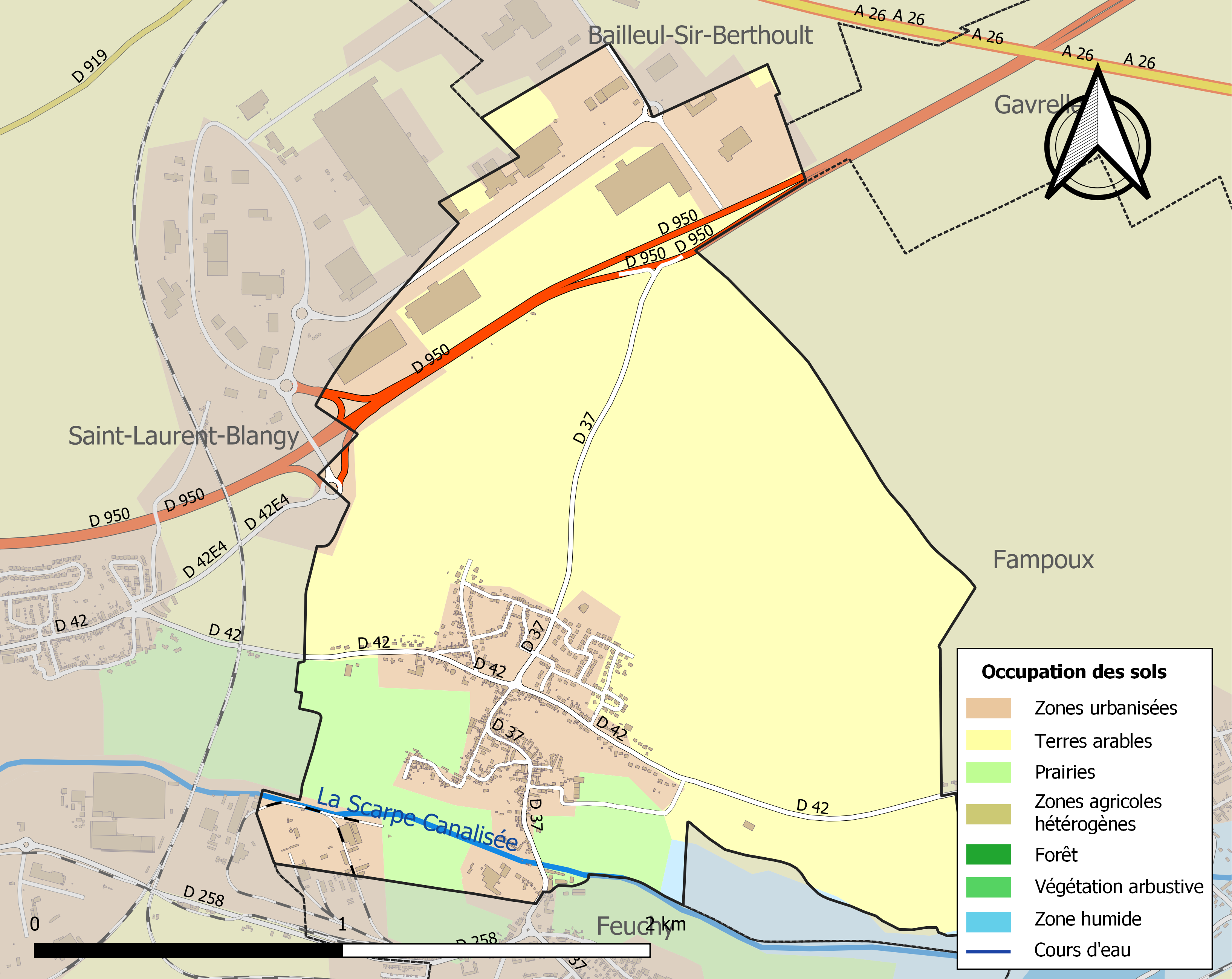
Carte des infrastructures et de l'occupation des sols de la commune en 2018 (CLC).

### Écologie (biodiversité, intérêt écopaysager)
Dans le cadre de la trame verte et bleue de l'Arrageois, la communauté urbaine d'Arras, a piloté un important projet de préservation et de valorisation, en 2013, sur un site mêlant des biotopes variés (marais avec étangs, prairies humides, bois, peupleraies) de 50 hectares. Ces sites, formés artificiellement avec la canalisation de la Scarpe, ont fait l'objet d'importants travaux qui ont stoppé le ruissellement des eaux du bassin-versant.

## Toponymie
Le nom de la localité est attesté sous les formes Atheas en 673, ; Atheæ vers 680 ; Atheiæ en 752-757 ; Atheias en 869, ; Ateiæ en 890 ; Ateiæ en 1136 ; Athiæ en 1170 ; Athiez, Athies, Athyes au XIIe siècle ; Atyes en 1212 ; Aties en 1239 ; Atiez en 1329 ; Atyes en 1347 ; Athyes emprès Arraz en 1373 ; Hathies en 1507 ; Atthy en 1720.
À l’origine, la commune d’Athies s’appelait Atheæ, Atheiæ, mot tiré du bas latin qui signifie « cabane ». C’était autrefois une région de marais où vivaient des pêcheurs et des tourbiers. La ville tire son nom du celtique Athis qui signifie « près de l'eau ».
Il s'agit d'une formation semblable à tous les Athée, Athie, Athies, Athis du domaine d'oïl qui remontent tous au gaulois attegia "hutte", "cabane". Il se décompose en ad- (préverbe) et tegia 'maison' (cf. v. irlandais teg, v. breton tig, breton ti "maison").

## Histoire
En 653, le village a été donné par le roi Thierry à L'abbaye de Saint-Vaast. De toute ancienneté, la cure d'Athies a été desservie par un religieux de Saint-Vaast, résidant sans doute à la ferme d'Hervin.
Au temps de Philippe d'Alsace, en 1212 et 1239, des contestations très vives s'élevèrent entre le village d'Athies et d'Anzaing au sujet de la jouissance de pâturages prétendus communs.
En 1493, le village fut pillé et brûlé par les soldats allemands de la garnison d'Arras.
Au mois de juillet 1654, lors du siège d'Arras par les Espagnols, le comte de Fuensaldagne pris ses quartiers entre Athies et Saint-Laurent-Blangy. Les Français conduits par le maréchal de la Ferté tentèrent à plusieurs reprises de forcer les lignes espagnoles. Finalement, ils réussirent à la faveur d'un incendie qui prit dans le camp espagnol.
Athies, aussi loin que l'on peut remonter dans le temps par les documents, a presque toujours été seigneurie de l'abbaye Saint-Vaast d'Arras, très puissante, qui possédait tout autour d'Arras et à Athies même, de nombreuses fermes et des revenus considérables. Il existait également une baronnie, laïque, elle dite « baronnie de Saint-Vaast » qui devait foi et hommage à l'abbaye de Saint-Vaast. En 1713, cette baronnie appartenait aux Palisot d'Artois. Noël-Albert Palisot, chevalier d'Athies et seigneur de Mingoval, conseiller du roi, receveur général de ses domaines et provinces de Flandre, Artois et Cambrésis, prêta hommage et foi dans l'abbaye de Saint-Vaast pour sa baronnie d'Athies.
Le château se dressait à l'endroit qui s'appelle actuellement la Baronnie. L'ancienne église qui existait avant la guerre 1914-1918 avait été construite en 1786 juste avant la Révolution française. Alors que beaucoup d'églises ont été détruites sous la Révolution, l'église d'Athies qui était neuve fut épargnée.
Le village d'Athies fut envahi à plusieurs reprises au cours des siècles, notamment par les Espagnols au XVIIe siècle.
Le village est complètement détruit pendant la Première Guerre mondiale. Il est décoré de la croix de guerre 1914-1918 par décret du 23 septembre 1920, distinction également attribuée à 276 autres communes du Pas-de-Calais.

## Politique et administration

### Découpage territorial
La commune se trouve dans l'arrondissement d'Arras du département du Pas-de-Calais.

#### Commune et intercommunalités
La commune est membre de la communauté urbaine d'Arras.

#### Circonscriptions administratives
La commune est rattachée au canton d'Arras-2.

#### Circonscriptions électorales
Pour l'élection des députés, la commune fait partie de la deuxième circonscription du Pas-de-Calais.

## Équipements et services publics

### Justice, sécurité, secours et défense
La commune dépend du tribunal judiciaire d'Arras, du conseil de prud'hommes d'Arras, de la cour d'appel de Douai, du tribunal de commerce d'Arras, du tribunal administratif de Lille, de la cour administrative d'appel de Douai et du tribunal pour enfants d'Arras.

## Population et société

### Démographie
Les habitants de la commune sont appelés les Athésiens.

#### Évolution démographique
L'évolution du nombre d'habitants est connue à travers les recensements de la population effectués dans la commune depuis 1793. Pour les communes de moins de 10 000 habitants, une enquête de recensement portant sur toute la population est réalisée tous les cinq ans, les populations de référence des années intermédiaires étant quant à elles estimées par interpolation ou extrapolation. Pour la commune, le premier recensement exhaustif entrant dans le cadre du nouveau dispositif a été réalisé en 2008.

En 2022, la commune comptait 1 049 habitants, en évolution de +5,64 % par rapport à 2016 (Pas-de-Calais : −0,72 %, France hors Mayotte : +2,11 %).
| 1793 | 1800 | 1806 | 1821 | 1831 | 1836 | 1841 | 1846 | 1851 |
| ---- | ---- | ---- | ---- | ---- | ---- | ---- | ---- | ---- |
| 308  | 335  | 351  | 381  | 438  | 453  | 458  | 439  | 442  |

| 1856 | 1861 | 1866 | 1872 | 1876 | 1881 | 1886 | 1891 | 1896 |
| ---- | ---- | ---- | ---- | ---- | ---- | ---- | ---- | ---- |
| 461  | 469  | 482  | 493  | 460  | 487  | 529  | 564  | 505  |

| 1901 | 1906 | 1911 | 1921 | 1926 | 1931 | 1936 | 1946 | 1954 |
| ---- | ---- | ---- | ---- | ---- | ---- | ---- | ---- | ---- |
| 502  | 484  | 447  | 380  | 474  | 464  | 465  | 509  | 566  |

| 1962 | 1968 | 1975 | 1982 | 1990 | 1999 | 2006 | 2008  | 2013 |
| ---- | ---- | ---- | ---- | ---- | ---- | ---- | ----- | ---- |
| 669  | 695  | 697  | 719  | 969  | 930  | 985  | 1 001 | 986  |

| 2018  | 2022  | - | - | - | - | - | - | - |
| ----- | ----- | - | - | - | - | - | - | - |
| 1 034 | 1 049 | - | - | - | - | - | - | - |

#### Pyramide des âges
En 2018, le taux de personnes d'un âge inférieur à 30 ans s'élève à 34,8 %, soit en dessous de la moyenne départementale (36,7 %). À l'inverse, le taux de personnes d'âge supérieur à 60 ans est de 22,8 % la même année, alors qu'il est de 24,9 % au niveau départemental.
En 2018, la commune comptait 510 hommes pour 524 femmes, soit un taux de 50,68 % de femmes, légèrement inférieur au taux départemental (51,5 %).
Les pyramides des âges de la commune et du département s'établissent comme suit.
| Hommes | Classe d’âge | Femmes |
| ------ | ------------ | ------ |
| 0,2    | 90 ou +      | 0,6    |
| 5,9    | 75-89 ans    | 7,4    |
| 15,5   | 60-74 ans    | 15,8   |
| 22,5   | 45-59 ans    | 21,2   |
| 20,4   | 30-44 ans    | 20,8   |
| 15,5   | 15-29 ans    | 15,3   |
| 20,0   | 0-14 ans     | 18,9   |

| Hommes | Classe d’âge | Femmes |
| ------ | ------------ | ------ |
| 0,5    | 90 ou +      | 1,6    |
| 5,6    | 75-89 ans    | 8,9    |
| 16,7   | 60-74 ans    | 18,1   |
| 20,2   | 45-59 ans    | 19,2   |
| 18,9   | 30-44 ans    | 18,1   |
| 18,2   | 15-29 ans    | 16,2   |
| 19,9   | 0-14 ans     | 17,9   |

## Économie

### Entreprises et commerces
Le village est doté d'une zone industrielle à cheval sur plusieurs villages alentour, notamment Saint-Laurent-Blangy, et Bailleul-Sir-Berthoult. De grandes entreprises se sont implantées à l'instar de Norauto, le Laboratoire français du fractionnement et des biotechnologies ou encore de l'entreprise Vandenmorteele.
L'usine du groupe belge Vandemoortele (ex-Panavi) est une boulangerie industrielle de fabrique de pain surgelé, site créé en 2010, visant jusqu'à 70 p.
Le groupe Advitam dispose d'un entrepôt dans la commune et la société Gazeley y a implanté des entrepôts.

## Culture locale et patrimoine

### Lieux et monuments
- Le monument aux morts[43].
- Le cimetière militaire qui jouxte le cimetière communal
- Le monument écossais. Le long de la route Arras-Douai RD 950 (ex-RN 50) se dresse un monument réalisé sous les directives d'officiers écossais du 9e régiment en souvenir des combats qu'ils ont livrés lors de la Première Guerre mondiale.

Le 9 avril 1917, au premier jour de la bataille d’Arras, les soldats de la 9e Division Écossaise libèrent le village d’Athies. En l’honneur de cette division, au lieu-dit le Point du Jour au bord de la route Arras-Douai, un mémorial en forme de tour a été édifié comme un « cairn » : des pierres, ici des blocs de granit apportés d’Écosse, amoncelées en mémoire des morts suivant la tradition celtique. Ce cairn porte les noms des batailles auxquelles la Division a participé au cours de la Grande Guerre. Tout autour du monument, 26 pierres rappellent les unités qui la composaient.

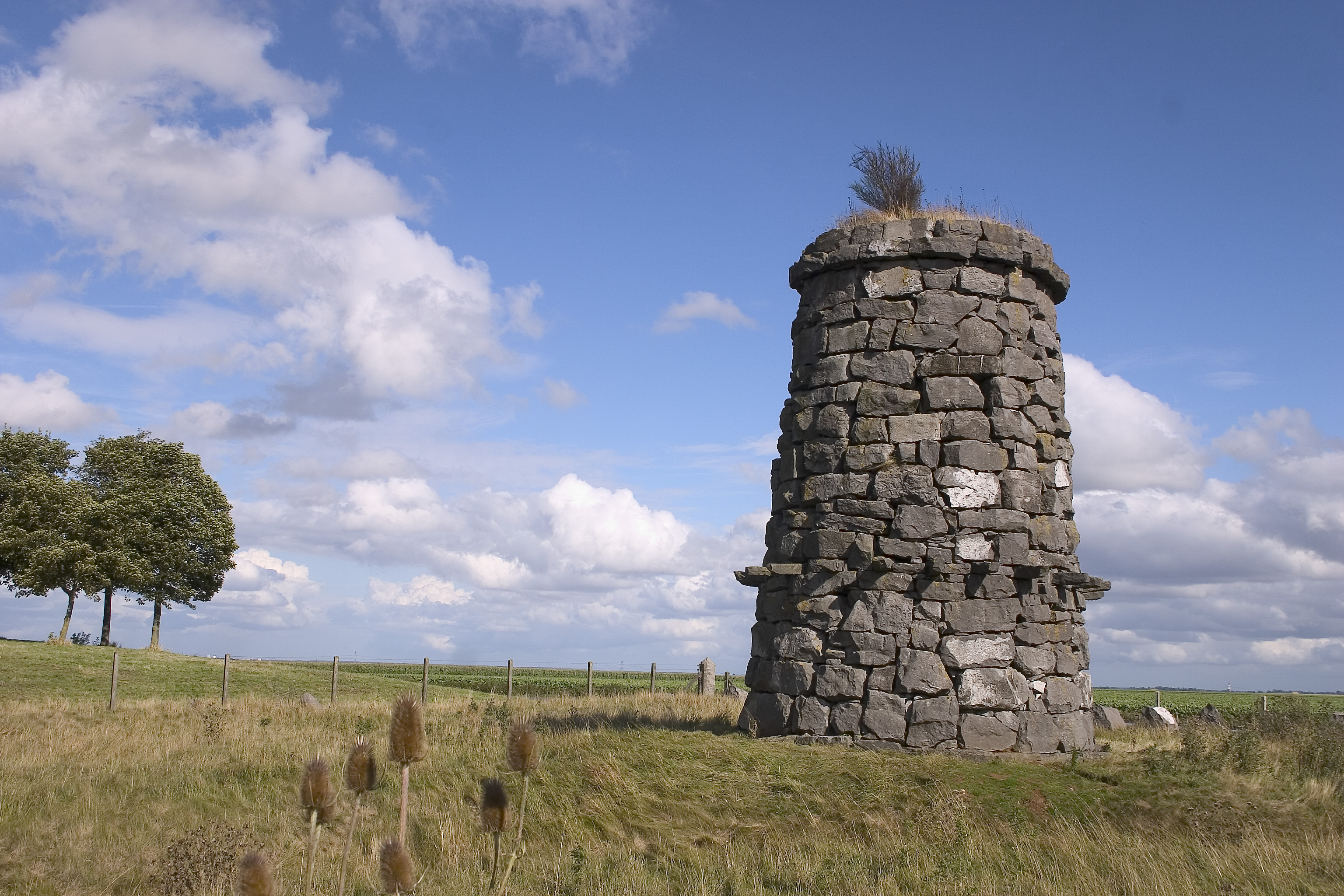
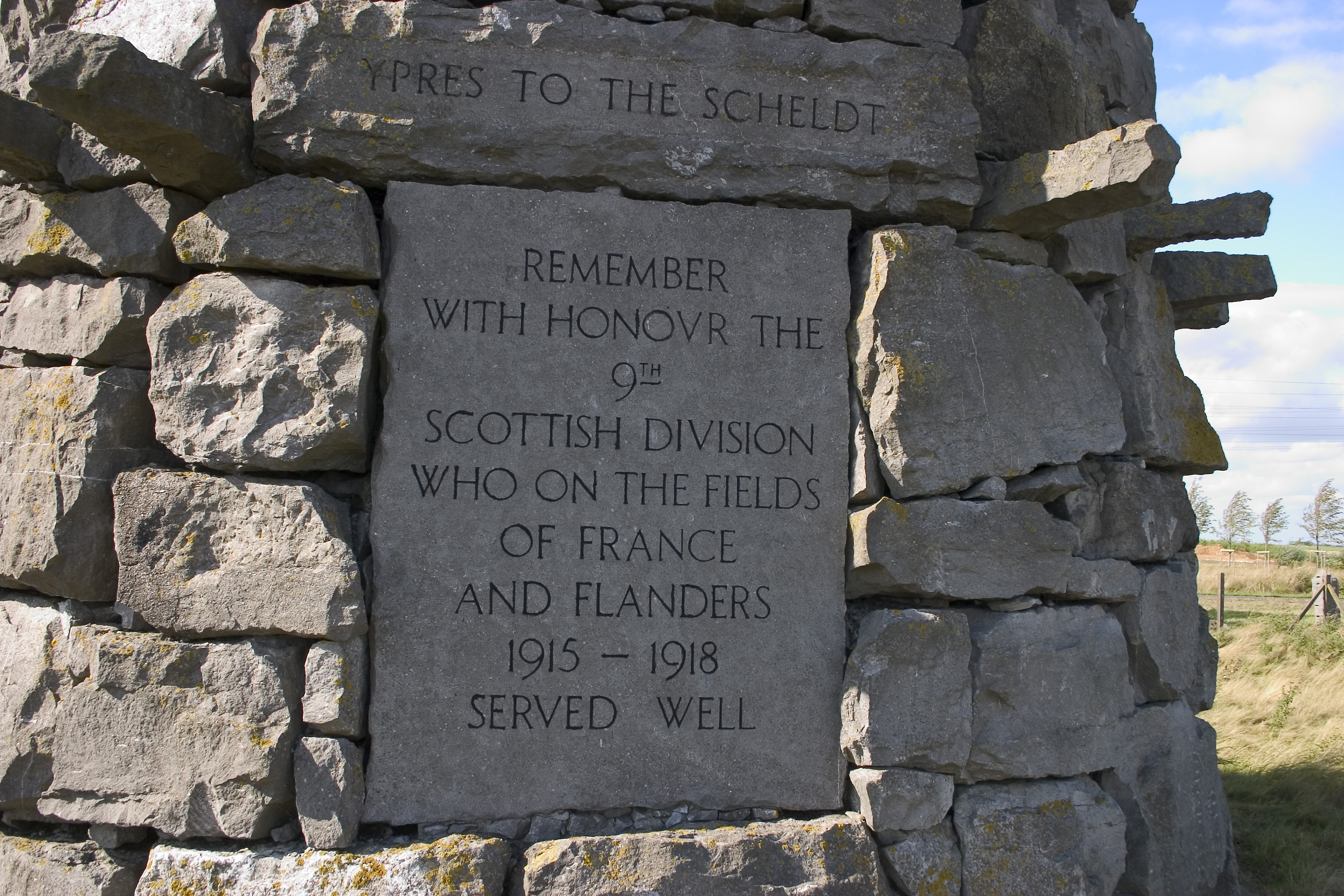
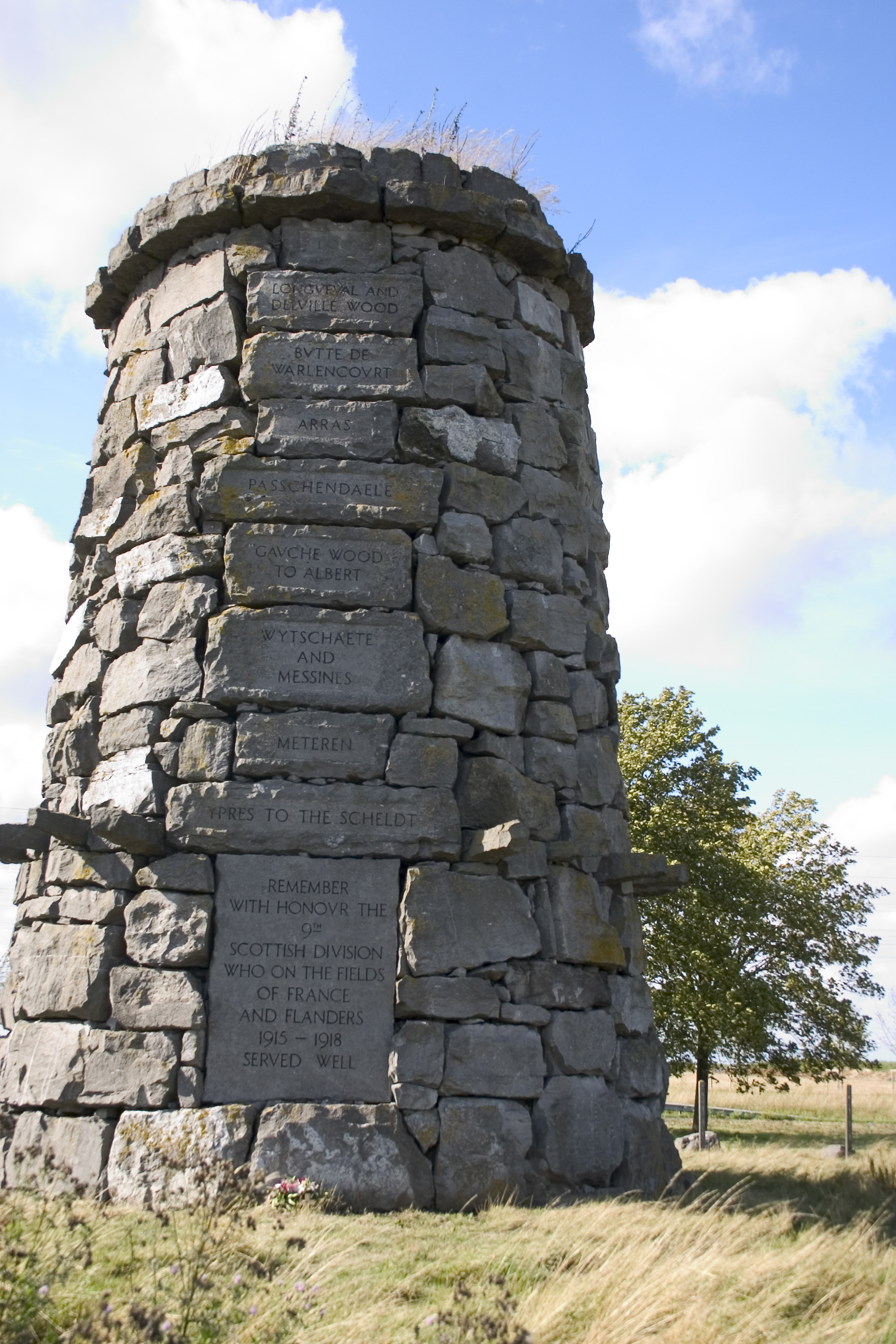
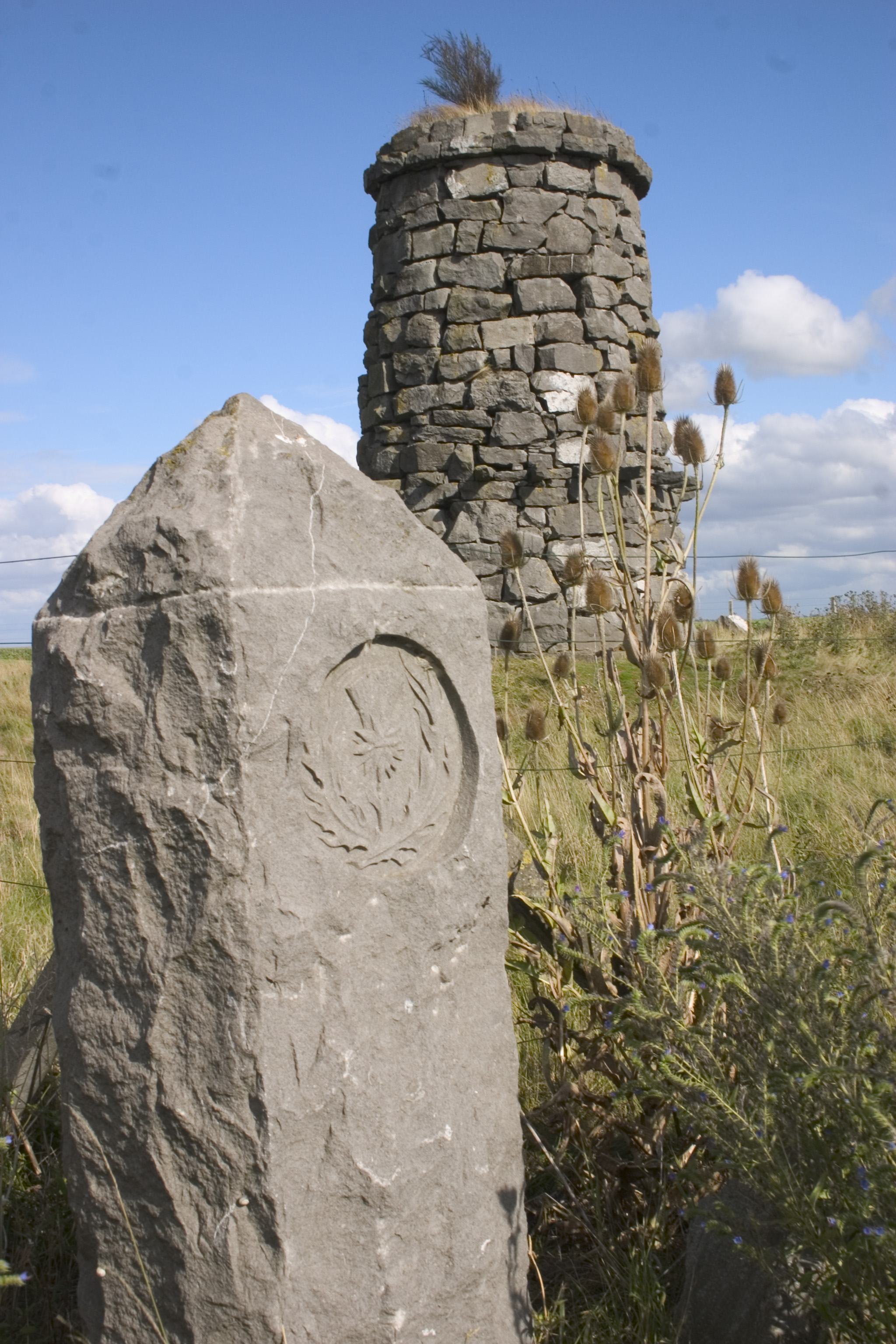

Monument à l'emplacement initial.
Ce monument est déplacé au cours de l'année 2006 pour des problèmes de sécurité routière de son accès.
- Face au monument se trouve le cimetière militaire du Point du jour. Ce cimetière est créé lors de la bataille d’Arras pour accueillir les corps de 82 soldats tués lors de l’attaque de la redoute fortifiée allemande du Point du Jour, qui faisait partie, devant Athies, du dispositif de la « Brown Line », la seconde ligne allemande. Parmi eux, des hommes de la South African Brigade (brigade sud-africaine) qui avait valu à la division d’être surnommée la division des « Jocks ans Springboks » (surnoms railleurs des Écossais et des Sud-Africains). Pour les soldats sud-africains, ce sobriquet se réfère à leur emblème, le springbok, espèce de gazelle réputée pour ses sauts répandue en Afrique méridionale. Après l’Armistice, les Britanniques regrouperont au Point du Jour plus de 650 tombes provenant de cimetières de villages proches.

En 2002, lors des travaux de terrassement de la zone d’activité d’Actiparc située de l’autre côté de la route nationale, le service archéologique de la ville d’Arras a mis au jour une fosse où 20 soldats du 10e bataillon du Lincolshire Regiment, tous originaires de la ville de Grimsby, avaient été enterrés les uns à côtés des autres, bras dessus, bras dessous. 5 de ces « Grimsby Chums », (en français « les potes de Grimsby ») reposent aujourd’hui au cimetière du Point-du-Jour.
- L'église Saint-Christophe datait de 1786 mais fut démolie pendant la guerre de 1914-1918.

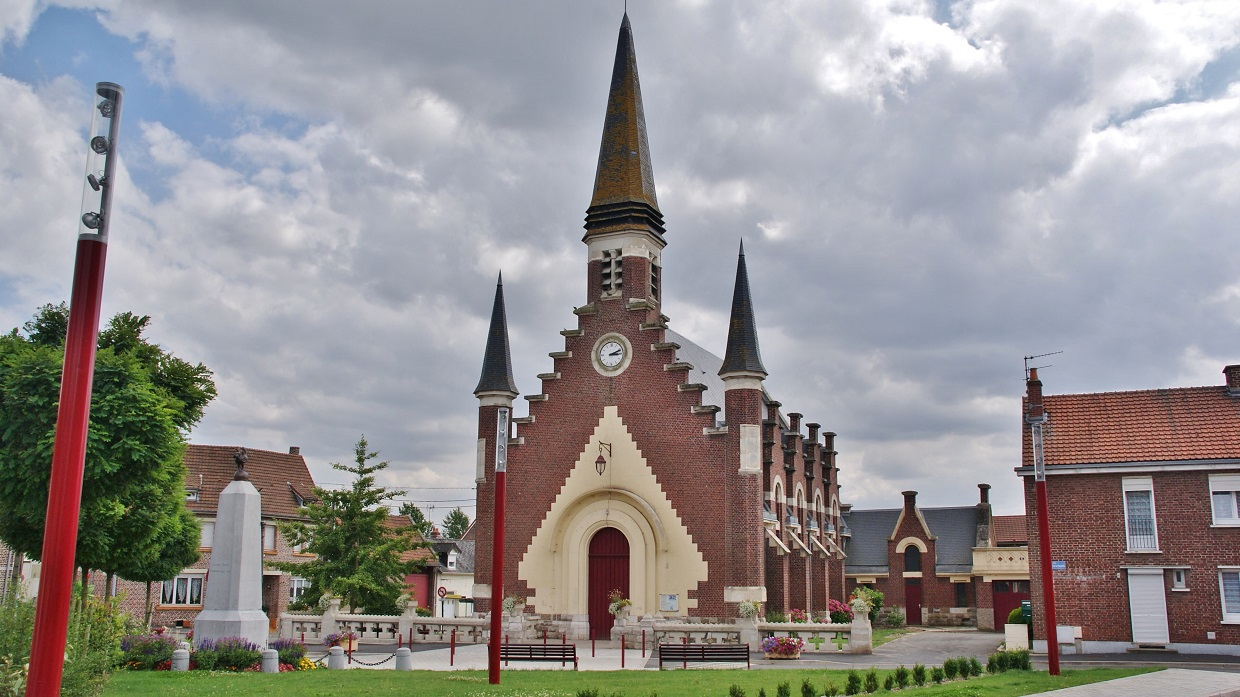
L'église.

- L’huilerie Griffiths. En août 1913, Thomas Griffiths, s’associe avec son fils aîné, Edmond (1888-1965), au sein de la « société en nom collectif T. Griffiths et fils », pour les affaires de « courtage et de commission en grains, graines, huiles, tourteaux et engrais ».

Le 28 février suivant, ils acquièrent un établissement industriel situé sur la rive gauche de la Scarpe, entre Athies et Feuchy, comprenant :
- deux moulins à huile (dont l’un élevé sur fondations dans la rivière),
- un magasin pour les huiles et un second pour les tourteaux,
- une maison d’habitation
- et des dépendances.

Cette usine a tout d’abord fabriqué de l’huile de table, extraite de graines d’arachide communément appelées "cacahuète". Elles provenaient du Sénégal sur des navires déchargés au port de Dunkerque et acheminées par péniche, d’environ 200 tonnes, jusqu’au quai de La Scarpe. Ces péniches étaient tirées par les bateliers, puis plus tard par des chevaux et finalement par tracteur.
Les cacahuètes, en sacs déchargés à dos d’homme, étaient ensuite broyées et pressées pour en extraire l’huile. Ensuite, avec les résidus on faisait des tourteaux en galette pour nourrir le bétail.
Au centre de l’usine, une très grande roue actionnée par une chute d’eau servait de moteur pour faire tourner les meules qui écrasaient les graines avant le pressage. Après raffinage et filtration, l’huile était conditionnée en fûts de 200 et 25 litres et enfin en bouteilles de verre.
L’expédition se faisait en gare de Saint-Laurent-Blangy. Le transport s’effectuait avec des voitures attelées à des chevaux et par la suite par camions. Après plusieurs années, l’usine a aussi fabriqué de l’huile de lin qui entrait dans la composition de la peinture.
Durant la Seconde Guerre mondiale, les graines d’arachide ne parvenant plus des colonies, c’est à partir de graines de colza, de la culture régionale, que l’on fabriqua de l’huile. L’usine employait une cinquantaine d’ouvriers. Ils travaillaient en 3 postes de 8 heures pour assurer la marche continue des chaudières alimentant le raffinage. Elle a cessé ses activités et fermé ses portes en 1961-1962, à cause de la concurrence des prix. Les coûts de fabrication sur les lieux de culture des graines étant plus rentables,.

### Personnalités liées à la commune
- Claude Louis Hector de Villars appelé aussi Maréchal de Villars est passé par Athies lors d'une bataille[47].
- Thierry III, roi des Francs de Neustrie en 673 et de 675 à 679, puis roi de tous les Francs de 679 à 691 fit don d'Athies à l'Abbaye Saint Vaast en 673[26].
- Alonso Pérez de Vivero, noble espagnol, soldat et homme politique avait son camp à Athies lorsque les Espagnols ont tenté de s'emparer d'Arras[26].

### Héraldique
| Armes d'Athies | Les armes d'Athies se blasonnent ainsi : Écartelé : au 1) et au 4) d'or à la croix ancrée de gueules, au 2) et 3) d'azur aux deux fleurs de pensée tigées et feuillées d'or en chef soutenues d'un lys de jardin fleuri de trois pièces, tigé et feuillé d'argent. |

## Pour approfondir